# Records de France de tir à l'arc
Cet article présente les records de France de tir à l'arc actuellement en vigueur.
 Dans les cas où le score maximum est atteint, on précise le nombre de 10 + (X) pour départager les archers. 

## Records Hommes

### Arc Classique

#### Senior
| Discipline               | Record | Maximum de point | Archer                                                | Date             | Lieu                   |
| ------------------------ | ------ | ---------------- | ----------------------------------------------------- | ---------------- | ---------------------- |
| Tir en salle             |        |                  |                                                       |                  |                        |
| 2x18 mètres              | 598    | 600              | Thomas Chirault                                       | 3 décembre 2020  | INSEP                  |
| 2x25 mètres              | 592    | 600              | Lionel Torres                                         | 17 janvier 1993  |                        |
| FITA 4 distances         |        |                  |                                                       |                  |                        |
| 90 / 70 mètres           | 329    | 360              | Romain Girouille                                      | 7 juin 2011      | Antalya                |
| 70 / 60 mètres           | 344    | 360              | Romain Girouille                                      | 18 juillet 2009  | Sainte-Croix-en-Plaine |
| 50 mètres                | 348    | 360              | Romain Girouille                                      | 9 septembre 2009 | Ulsan                  |
| 30 mètres                | 358    | 360              | Romain Girouille                                      | 28 juin 2009     | Boé                    |
| Total FITA (144 flèches) | 1365   | 1440             | Romain Girouille                                      | 9 septembre 2009 | Ulsan                  |
| Tir FITA                 |        |                  |                                                       |                  |                        |
| 2x 70 mètres             | 698    | 720              | Thomas Chirault                                       | 5 juillet éàé5   | Boé                    |
| Tir Fédéral              |        |                  |                                                       |                  |                        |
| 2x 50 mètres             | 699    | 720              | Thomas Aubert                                         | 5 août 2007      | Sablé-sur-Sarthe       |
| Tir par équipe           |        |                  |                                                       |                  |                        |
| Match salle 4x6 flèches  | 235    | 240              | Olivier Tavernier Damien Pigeaud Jocelyn de Grandis   | 8 mars 2008      | Turin                  |
| FITA (3x144 flèches)     | 4026   | 4320             | Jean-Charles Valladont Romain Girouille Thomas Aubert | 9 septembre 2009 | Ulsan                  |
| FITA 2x70 mètres         | 2053   | 2160             | Jean-Charles Valladont Thomas Chirault Baptiste Addis | 8 mai 2024       | Essen                  |
| Match FITA (4x6 flèches) | 230    | 240              | Gaël Prévost Romain Girouille Thomas Faucheron        | 11 avril 2012    | Shanghai               |

#### Junior
| Discipline               | Record    | Maximum de point | Archer                                          | Date             | Lieu         |
| ------------------------ | --------- | ---------------- | ----------------------------------------------- | ---------------- | ------------ |
| 2x18 mètres              | 593       | 600              | Franck Fisseux                                  | 15 décembre 2002 | Bondy        |
| 2x25 mètres              | 590       | 600              | Sébastien Flute                                 | 10 février 1991  |              |
| Match 4x6 flèches        | 234       | 240              | Lucas Daniel Thomas Koenig Thomas Antoine       | 26 février 2014  | Nîmes        |
| FITA 4 distances         |           |                  |                                                 |                  |              |
| 90 / 70 mètres           | 327       | 360              | Gaël Prévost                                    | 30 juin 2007     | INSEP        |
| 70 / 60 mètres           | 336       | 360              | Gaël Prévost                                    | 30 juin 2007     | INSEP        |
| 50 mètres                | 343       | 360              | Gaël Prévost                                    | 16 avril 2007    | Riom         |
| 30 mètres                | 356       | 360              | Gaël Prévost                                    | 28 avril 2007    | INSEP        |
| Total FITA (144 flèches) | 1346      | 1440             | Gaël Prévost                                    | 7 juin 2011      | Antalya      |
| Tir FITA                 |           |                  |                                                 |                  |              |
| 2x 70 mètres             | 680       | 720              | Lucas Daniel                                    | 2 avril 2014     | Dijon        |
| Match (15 flèches)       | 150 (11X) | 150              | Pierre-Julien Deloche                           | 24 avril 2018    | Shanghai     |
| Tir Fédéral              |           |                  |                                                 |                  |              |
| 2x 50 mètres             | 695       | 720              | Geoffroy Mortemousque                           | 31 mai 2015      | Lanton       |
| Tir par équipe           |           |                  |                                                 |                  |              |
| Match salle 4x6 flèches  | 231       | 240              | Franck Fisseux J. Gilbert Valentin Van Huffel   | 17 mars 2007     | Izmir        |
| FITA (3x144 flèches)     | 3843      | 4320             | Franck Fisseux Martin Imbert Nicolas Drouillet  | 6 août 2002      | Nymburk      |
| FITA 2x70 mètres         | 1958      | 2160             | Franck Fisseux Romain Girouille Thomas Naglieri | 30 août 2003     | Thessaloniki |
| Match FITA (4x6 flèches) | 223       | 240              | Romain Girouille Thomas Aubert T. Montagne      | 12 août 2006     | Prague       |

#### Cadet
| Discipline   | Record | Maximum de point | Archer                | Date            | Lieu                   |
| ------------ | ------ | ---------------- | --------------------- | --------------- | ---------------------- |
| 2x18 mètres  | 593    | 600              | Thomas Koenig         | 18 janvier 2014 | Chennevières-sur-Marne |
| 2x25 mètres  | 577    | 600              | Sébastien Flute       | 17 février 2013 | Strassen               |
| 2x 50 mètres | 690    | 720              | Geoffroy Mortemousque | 30 juillet 2013 | Cadillac               |

### Arc à poulies

#### Senior
| Discipline               | Record    | Maximum de point | Archer                                                   | Date             | Lieu                   |
| ------------------------ | --------- | ---------------- | -------------------------------------------------------- | ---------------- | ---------------------- |
| Tir en salle             |           |                  |                                                          |                  |                        |
| 2x18 mètres              | 600       | 600              | Nicolas Girard                                           | 21 novembre 2021 | Chateaurenard          |
| 2x25 mètres              | 593       | 600              | Jean Philippe Boulch                                     | 20 décembre 2015 | Riec-sur-Bélon         |
| Match 15 flèches         | 150       | 150              | Jean Philippe Dorget                                     | 25 janvier 2015  | Plonéour-Lanvern       |
| FITA 4 distances         |           |                  |                                                          |                  |                        |
| 90 / 70 mètres           | 349       | 360              | Pierre-Julien Deloche                                    | 21 mars 2009     | Cannes                 |
| 70 / 60 mètres           | 355       | 360              | Pierre-Julien Deloche                                    | 8 mai 2009       | Porec                  |
| 50 mètres                | 355       | 360              | Dominique Genet                                          | 18 juillet 2009  | Sainte-Croix-en-Plaine |
| 30 mètres                | 360 (29X) | 360              | Dominique Genet                                          | 2 juin 2007      | Antalya                |
| Total FITA (144 flèches) | 1415      | 1440             | Dominique Genet                                          | 18 juillet 2009  | Sainte-Croix-en-Plaine |
| Tir FITA                 |           |                  |                                                          |                  |                        |
| 2x 50 mètres             | 714       | 720              | Pierre-Julien Deloche                                    | 9 juin 2018      | Boé                    |
| Match (15 flèches)       | 150 (11X) | 150              | Pierre-Julien Deloche                                    | 24 avril 2018    | Shanghai               |
| Tir Fédéral              |           |                  |                                                          |                  |                        |
| 2x 50 mètres             | 718       | 720              | Fabien Clombe                                            | 10 décembre 2016 | Rivière-Pilote         |
| Tir par équipe           |           |                  |                                                          |                  |                        |
| Match salle 4x6 flèches  | 238       | 240              | Sébastien Brasseur Pierre-Julien Deloche Dominique Genet | 17 mars 2007     | Izmir                  |
| FITA (3x144 flèches)     | 4197      | 4320             | Dominique Genet Sébastien Brasseur Jean-Marc Beaud       | 30 juin 2007     | Bourges                |
| FITA 2x50 mètres         | 2126      | 2160             | Adrien Gontier Nicolas Girard Jean-Philippe Boulch       | 23 avril 2024    | Shanghai               |
| Match (4x6 flèches)      | 237       | 240              | Dominique Genet Pierre-Julien Deloche Christophe Doussot | 11 avril 2012    | Shanghai               |

#### Junior
| Discipline               | Record    | Maximum de point | Archer                                         | Date              | Lieu                   |
| ------------------------ | --------- | ---------------- | ---------------------------------------------- | ----------------- | ---------------------- |
| Tir en salle             |           |                  |                                                |                   |                        |
| 2x18 mètres              | 597       | 600              | Nicolas Girard                                 | 18 janvier 2020   | Nîmes                  |
| 2x25 mètres              | 584       | 600              | Mathieu Nullans                                | 9 novembre 2013   | Verdun                 |
| Match 15 flèches         | 150       | 150              | Nicolas Girard                                 | 8 décembre 2019   | Chennevières-sur-Marne |
| FITA 4 distances         |           |                  |                                                |                   |                        |
| 90 / 70 mètres           | 328       | 360              | Valentin Van Huffel                            | 12 août 2006      | Prague                 |
| 70 / 60 mètres           | 346       | 360              | Sébastien Peineau                              | 10 juillet 2005   | Sofia                  |
| 50 mètres                | 350       | 360              | Sébastien Peineau                              | 10 juillet 2005   | Sofia                  |
| 30 mètres                | 360 (18X) | 360              | Sébastien Peineau                              | 10 juillet 2005   | Sofia                  |
| Total FITA (144 flèches) | 1381      | 1440             | Sébastien Peineau                              | 10 juillet 2005   | Sofia                  |
| Tir FITA                 |           |                  |                                                |                   |                        |
| 2x 50 mètres             | 699       | 720              | Camille Dufour                                 | 15 juillet 2018   | Saint-Avertin          |
| Match (15 flèches)       | 148       | 150              | Cédric Celle                                   | 15 septembre 2012 | Coutances              |
| Tir Fédéral              |           |                  |                                                |                   |                        |
| 2x 50 mètres             | 713       | 720              | Quentin Cordier                                | 25 août 2007      | Cherbourg              |
| Tir par équipe           |           |                  |                                                |                   |                        |
| Match (4x6 flèches)      | 237       | 240              | Quentin Cordier J. Gilbert Valentin Van Huffel | 17 mars 2007      | Izmir                  |
| FITA (3x 144 flèches)    | 4012      | 4320             | Valentin Van Huffel J. Gilbert M. Lepers       | 12 août 2006      | Prague                 |

## Records Femmes

### Arc Classique

#### Senior
| Discipline               | Record | Maximum de point | Archère                                                  | Date             | Lieu                   |
| ------------------------ | ------ | ---------------- | -------------------------------------------------------- | ---------------- | ---------------------- |
| Tir en salle             |        |                  |                                                          |                  |                        |
| 2x18 mètres              | 593    | 600              | Lisa Barbelin                                            | 13 janvier 2022  | INSEP                  |
| 2x25 mètres              | 580    | 600              | Angeline Cohendet                                        | 11 janvier 2020  | Lissieu                |
| FITA 4 distances         |        |                  |                                                          |                  |                        |
| 90 / 70 mètres           | 339    | 360              | Bérengère Schuh                                          | 18 juillet 2009  | Sainte-Croix-en-Plaine |
| 70 / 60 mètres           | 341    | 360              | Bérengère Schuh                                          | 18 juillet 2009  | Sainte-Croix-en-Plaine |
| 50 mètres                | 338    | 360              | Bérengère Schuh                                          | 28 juin 2009     | Boé                    |
| 30 mètres                | 358    | 360              | Bérengère Schuh                                          | 9 août 2009      | Shanghai               |
| Total FITA (144 flèches) | 1361   | 1440             | Bérengère Schuh                                          | 28 juin 2009     | Boé                    |
| Tir FITA                 |        |                  |                                                          |                  |                        |
| 2x 70 mètres             | 678    | 720              | Lisa Barbelin                                            | 24 avril 2024    | Shanghai               |
| Tir Fédéral              |        |                  |                                                          |                  |                        |
| 2x 50 mètres             | 685    | 720              | Agnès Meri                                               | 10 avril 2011    | Pantin                 |
| Tir par équipe           |        |                  |                                                          |                  |                        |
| Match salle 4x6 flèches  | 233    | 240              | Laure Barczynski Bérengère Schuh Cyrielle Cotry-Delamare | 17 mars 2007     | Izmir                  |
| FITA (3x144 flèches)     | 43969  | 4320             | Bérengère Schuh Sophie Dodémont Virginie Arnold          | 15 juillet 2007  | Leipzig                |
| FITA 2x70 mètres         | 2001   | 2160             | Amélie Cordeau Caroline Lopez Lisa Barbelin              | 24 avril 2024    | Shanghai               |
| Match FITA (4x6 flèches) | 222    | 240              | Bérengère Schuh Sophie Dodémont Cyrielle Cotry-Delamare  | 9 septembre 2009 | Ulsan                  |

#### Junior
| Discipline        | Record | Maximum de point | Archère                                       | Date             | Lieu         |
| ----------------- | ------ | ---------------- | --------------------------------------------- | ---------------- | ------------ |
| 2x18 mètres       | 591    | 600              | Audrey Adiceom                                | 21 décembre 2013 | Thiers       |
| 2x25 mètres       | 570    | 600              | Nathalie Hibon                                | 25 octobre 1986  |              |
| Match 4x6 flèches | 229    | 240              | Aurélie Carlier Laura Ruggieri Elilie Lacroix | 26 février 2014  | Nîmes        |
| 2x 50 mètres      | 680    | 720              | Audrey Adiceom                                | 8 mai 2014       | Châtel-Guyon |

#### Cadette
| Discipline   | Record | Maximum de point | Archère          | Date           | Lieu                    |
| ------------ | ------ | ---------------- | ---------------- | -------------- | ----------------------- |
| 2x18 mètres  | 582    | 600              | Anaëlle Florent  | 7 janvier 2017 | Saint-Macaire-en-Mauges |
| 2x25 mètres  | 561    | 600              | Mathilde Galiegt | 14 mars 2009   | Ozoir-la-Ferrière       |
| 2x 50 mètres | 674    | 720              | Lisa Barbelin    | 25 juin 2016   | Marly                   |

### Arc à poulies

#### Senior
| Discipline               | Record    | Maximum de point | Archère                                            | Date             | Lieu                |
| ------------------------ | --------- | ---------------- | -------------------------------------------------- | ---------------- | ------------------- |
| Tir en salle             |           |                  |                                                    |                  |                     |
| 2x18 mètres              | 594       | 600              | Sophie Dodemont                                    | 22 novembre 2019 | Strassen            |
| 2x25 mètres              | 572       | 600              | Céline Bercher                                     | 14 janvier 2024  | Ville sous la ferté |
| Match 15 flèches         | 149       | 150              | Sandrine Vandionant                                | 15 janvier 2016  | Nîmes               |
| FITA 4 distances         |           |                  |                                                    |                  |                     |
| 90 / 70 mètres           | 349       | 360              | Valérie Fabre                                      | 23 juin 2001     | Mouscron            |
| 70 / 60 mètres           | 354       | 360              | Sandrine Vandionant-Frangilli                      | 8 mai 2009       | Olgiate Olona       |
| 50 mètres                | 351       | 360              | Valérie Fabre                                      | 18 août 2001     | Riom                |
| 30 mètres                | 360 (24X) | 360              | Amandine Bouillot                                  | 5 mai 2007       | Varese              |
| Total FITA (144 flèches) | 1404      | 1440             | Amandine Bouillot                                  | 5 mai 2007       | Varese              |
| Tir FITA                 |           |                  |                                                    |                  |                     |
| 2x 50 mètres             | 713       | 720              | Sophie Dodemont                                    | 10 juin 2018     | Lagny-sur-Marne     |
| Match (15 flèches)       | 149       | 150              | Sophie Dodemont                                    | 19 juillet 2014  | Compiègne           |
| Tir Fédéral              |           |                  |                                                    |                  |                     |
| 2x 50 mètres             | 712       | 720              | Amandine Bouillot                                  | 14 mai 2006      | Montmorency         |
| Tir par équipe           |           |                  |                                                    |                  |                     |
| Match salle 4x6 flèches  | 231       | 240              | Amandine Bouillot Valérie Fabre Lydie Le Balch     | 17 mars 2007     | Izmir               |
| FITA (3x144 flèches)     | 4139      | 4320             | Valérie Fabre Catherine Pellen Michèle Deloraine   | 24 juin 2001     | Mouscron            |
| FITA 2x50 mètres         | 2079      | 2160             | Candice Cadronet Sophie Dodémont Alyssia Chambraud | 8 mai 2024       | Essen               |
| Match (4x6 flèches)      | 232       | 240              | Sophie Dodemont Sandra Herve Amélie Sancenot       | 21 juillet 2018  | Berlin              |

#### Junior
| Discipline               | Record | Maximum de point | Archer                                        | Date             | Lieu                 |
| ------------------------ | ------ | ---------------- | --------------------------------------------- | ---------------- | -------------------- |
| Tir en salle             |        |                  |                                               |                  |                      |
| 2x18 mètres              | 590    | 600              | Lola Grandjean                                | 30 novembre 2019 | Châlons en Champagne |
| 2x25 mètres              | 560    | 600              | Vanessa Target                                | 10 novembre 2001 | Roubaix              |
| Match 15 flèches         | 149    | 150              | Lola Grandjean                                | 30 novembre 2019 | Châlons en Champagne |
| FITA 4 distances         |        |                  |                                               |                  |                      |
| 90 / 70 mètres           | 338    | 360              | Cécile Jousselin                              | 10 juin 2001     | Ribeauville          |
| 70 / 60 mètres           | 339    | 360              | Cécile Jousselin                              | 2 juillet 2002   | Cles                 |
| 50 mètres                | 343    | 360              | Sandrine Vandionant                           | 24 juillet 1998  |                      |
| 30 mètres                | 354    | 360              | Sandrine Vandionant                           | 5 septembre 1998 |                      |
| Total FITA (144 flèches) | 1357   | 1440             | Cécile Jousselin                              | 15 mai 2002      | Bâle                 |
| Tir FITA                 |        |                  |                                               |                  |                      |
| 2x 50 mètres             | 698    | 720              | Amélie Sancenot                               | 9 août 2017      | Berlin               |
| Match (15 flèches)       | 148    | 150              | Amélie Sancenot                               | 24 mai 2015      | Nottingham           |
| Tir Fédéral              |        |                  |                                               |                  |                      |
| 2x 50 mètres             | 703    | 720              | Magali Ganne                                  | 25 août 2007     | Cherbourg            |
| Tir par équipe           |        |                  |                                               |                  |                      |
| FITA (3x 144 flèches)    | 3900   | 4320             | Sandrine Vandionant F. Levy Amélie Sallot     | 23 juin 2007     | Soissons             |
| Match (4x6 flèches)      | 231    | 240              | Lola Grandjean Amélie Sancenot France Soriano | 9 mars 2017      | Vittel               |

## Records mixtes

### Arc Classique
| Discipline                      | Record | Maximum de point | Archère         | Archer           | Date            | Lieu          |
| ------------------------------- | ------ | ---------------- | --------------- | ---------------- | --------------- | ------------- |
| 2x72 flèches                    | 1365   | 1440             | Lisa Barbelin   | Baptiste Addis   | 24 avril 2024   | Shanghai      |
| 70 mètres (16 flèches)          | 151    | 160              | Bérengère Schuh | Romain Girouille | 21 février 2011 | Bangkok       |
| 70 mètres (16 flèches) - Junior | 143    | 160              | Noémie Brianne  | Gaël Prévost     | 24 juillet 2011 | Paphos        |
| 60 mètres (16 flèches) - Cadet  | 151    | 160              | Audrey Adiceom  | Gaël Prévost     | 28 août 2013    | Saint-Avertin |

### Arc à poulies
| Discipline             | Record | Maximum de point | Archère         | Archer                | Date         | Lieu        |
| ---------------------- | ------ | ---------------- | --------------- | --------------------- | ------------ | ----------- |
| 2x72 flèches           | 1403   | 1440             | Sophie Dodemont | Pierre Julien Deloche | 10 juin 2019 | Bois-le-Duc |
| 50 mètres (16 flèches) | 159    | 160              | Amélie Sancenot | Dominique Genet       | 22 mai 2016  | Nottingham  |